# 基督会差会
基督会差会（Foreign Christian Missionary Society）是一个美国更正教差会，成立于1876年。由基督会差遣。最初几年，传教工作分布在英格兰、丹麦、巴黎、土耳其、和墨西哥。自1882年到1903年，传教士前往下列地区建立传教站：印度、日本、中国、非洲、古巴、檀香山、菲律宾、和西藏。从1903年到1918年，该会工作集中于以下地区：英格兰、斯堪的纳维亚、巴黎、土耳其、印度、日本、中国、非洲、古巴、菲律宾和西藏。

## 中国差会
自19世纪末至20世纪中叶，基督会差会曾在中国的安徽和江苏等省传教。
1886年4月，基督会差会第一位来华传教士，马林医生（W.E.Macklin）到中国南京，南京是基督会在中国的第一个传教站，也是规模最大的一个传教站。基督会在南京先后建起了3座教堂，分布在花市（中华路靠近长乐路一段的旧称）、鼓楼和下关惠民桥，又在花市教堂旁边兴办了中华中学，在鼓楼教堂旁边兴建了鼓楼医院。并参与创建金陵大学和金陵女子大学；金陵大学的校园就选址在南京鼓楼，紧邻基督会的教堂和医院。
基督会从南京向外扩展，首先选择的地点是安徽省的滁州（1887年）和芜湖（1889年）。基督会在芜湖的教堂设在鱼市街，较为活跃，教徒人数达三、四百人，并与来复会凤凰山合办萃文中学。
1897年，基督会在安徽庐州府（合肥）建立传教站。1898年，基督会传教士柏贯之在合肥创办当地唯一的医院，后来定名为基督医院（今安徽省立医院），选址在宿州路南段。至今此教堂仍是合肥市内唯一的教堂。基督会在合肥还设有三育女中。
基督会的另一个传教站选择在江苏省东部的南通州（1895年）。1907年美国基督会派遣在南通南大街开办医院和教堂（文革后易地建新堂）。
1917年，基督会在华共有9个总堂（南京、上海、南通、滁州、芜湖、合肥、无为、巴塘），15支堂，西教士55人，华传道126人，受餐信徒1337人。
1919年，基督会差会在华传教士60人，在各省分布情况如下：
1. 江苏30人
2. 安徽23人
3. 四川巴塘 12人

1919年基督会在华受餐信徒1125人，在各省分布情况如下：
1. 江苏583人
2. 安徽535人
3. 四川7人

1935年，基督会在华拥有华中和藏边2个教区，5个总堂，16支堂，西教士38人，华传道238人，受餐信徒2127人。干事驻南京。开办有南京中华女中、育群中学，合肥三育女中、基督医院，南通崇英女中、基督医院。与其他教派合办有南京金陵大学、金陵女子大学、金陵大学附属中学、金陵神学院、金陵女子神学院、鼓楼医院，芜湖萃文中学。

## 西藏差会
基督会还曾经建立西藏差会，史德文医生在巴塘建立了传教站。1919年，巴塘传教站集中了12名基督会的美国传教士，男女各半，并设有一所小学和一所医院。1929年，传教士规模达到34人，在仅有300户人口的巴塘县城颇为突出。华西医院是藏区的第一所西医院。1950年，传教士离开巴塘。1958年，巴塘教会停止活动。1985年，原教堂建筑被拆毁。

## 人物
- 马林(William E.Macklin )
- 魏特琳（中文名华群，Wilhelmina "Minnie" Vautrin）